# Santa Maria in Montesanto

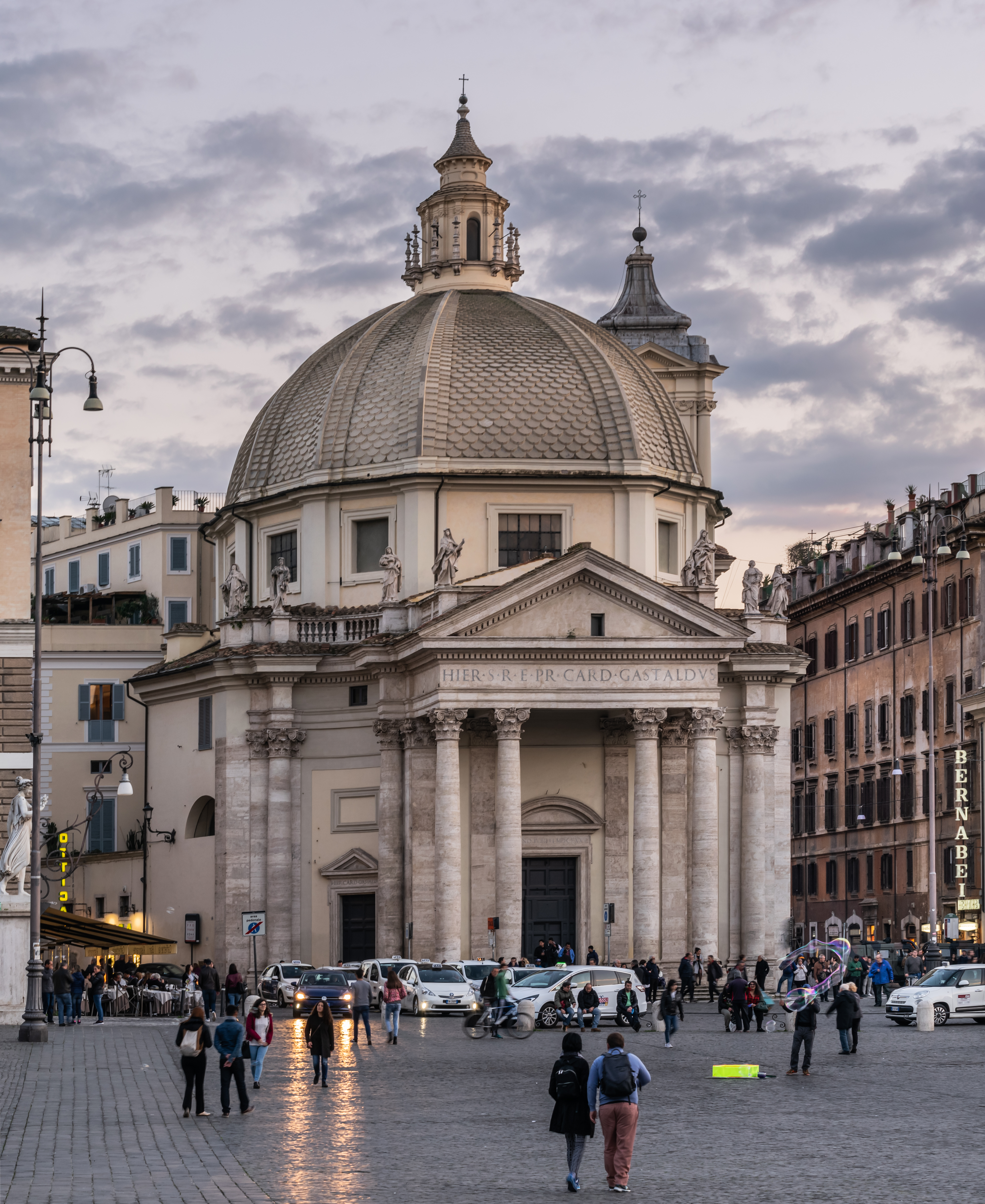
Santa Maria di Monte Santo

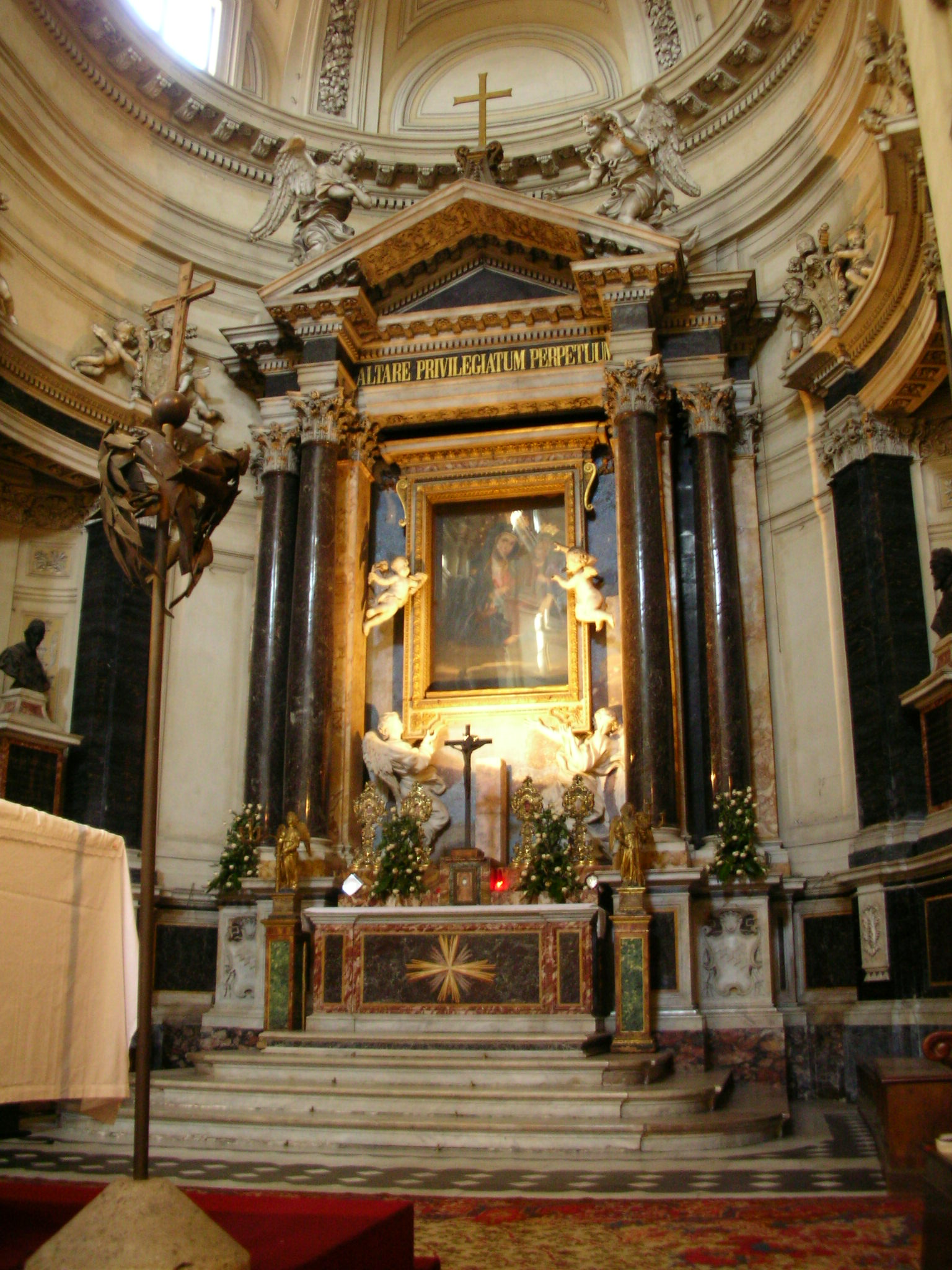
Innenansicht: Hauptaltar

Die Kirche Santa Maria in Monte Santo in Rom ist eine der berühmten, zwischen 1662 und 1679 errichteten Zwillingskirchen an der Piazza del Popolo. Architekten des Bauwerkes östlich der Via del Corso waren – wie auch später bei der westlich davon stehenden Schwesterkirche Santa Maria dei Miracoli – Carlo Rainaldi, Carlo Fontana und Gian Lorenzo Bernini. Der Einfall zum Bau der zwei nahezu identischen Marienkirchen am Beginn des von der Piazza del Popolo ausgehenden Corso könnte von Papst Alexander VII. selbst stammen.
Im Gegensatz zum Rundbau von Santa Maria del Miracolo wurde die Kirche Santa Maria in Monte Santo als überkuppelter Zentralbau über ovalem Grundriss gestaltet. Wie bei ihrem Gegenüber ist dem zum Platz hin ausgerichteten Hauptportal ein tempelartiger Portikus vorgelegt. Der niedrige Campanile an der dem Corso zugewandten Front ist erheblich aufwändiger gestaltet als sein Pendant. Von der Ausstattung ist der Hauptaltar von Mattia de Rossi und das von Carlo Maratta geschaffene Altarbild der dritten Kapelle links erwähnenswert.
Die Kirche trägt seit 1825 den Titel einer Basilica minor. In dieser Kirche wurde Angelo Giuseppe Roncalli, der spätere Papst Johannes XXIII., am 10. August 1904 zum Priester geweiht.
Im Konsistorium vom 30. September 2023 vergab Papst Franziskus die Kirche erstmals als Titelkirche an einen Kardinalpriester, den tansanischen Erzbischof Protase Rugambwa.